# Sandra Sabattini
Sandra Sabattini, née le 19 août 1961 et morte le 2 mai 1984, est une jeune femme italienne, engagée dans la Communauté Jean XXIII, au service des marginaux et des handicapés. Elle est proclamée bienheureuse le 24 octobre 2021 et est fêté le 2 mai jour de son anniversaire .

## Biographie
Sandra Sabattini grandit dans une famille modeste et pratiquante. Pendant son enfance, la famille s'installe chez un oncle prêtre, don Giuseppe Bonini (1923-2019), à Misano Adriatico. Dès son plus jeune âge, Sandra fait preuve d'une vie spirituelle précoce, qu'elle livre dans son journal. 
À douze ans, elle rencontre don Oreste Benzi, le fondateur de la Communauté Jean XXIII. Elle participe dès lors à des camps organisés pour les jeunes et approfondit son engagement religieux. En 1980, après de brillantes études, elle s'inscrit à la faculté de médecine de Bologne. Elle espère devenir médecin missionnaire en Afrique. En parallèle, elle devient un exemple pour ses compagnes de la Communauté Jean XXIII, dans sa pratique religieuse comme dans son engagement auprès des autres, notamment vers les handicapés. Elle organise des manifestations, des récoltes de fonds pour des œuvres leur étant consacrés, et leur donne beaucoup de temps. Le principal objectif de Sandra Sabattini : devenir sainte. 
Elle rencontre au sein de la communauté un jeune homme, Guido, qui partage ses idéaux. Ils se fiancent rapidement. Le 29 avril 1984, Sandra est renversée par une voiture. Après trois jours de coma, elle meurt le 2 mai.

## Vénération

### Béatification

#### Enquête sur les vertus
Aussitôt après sa mort, Sandra Sabattini est entourée d'une grande réputation de sainteté. Oreste Benzi ne cessera d'entretenir son souvenir, jusqu'à  l'ouverture de la cause pour sa béatification, le 27 septembre 2006. L'enquête diocésaine récoltant les témoignages sur sa vie se clôture le 6 décembre 2008, puis envoyée à Rome pour y être étudiée par la Congrégation pour les causes des saints. 
Après le rapport positif des différentes commissions sur la sainteté de Sandra Sabattini, le pape François procède, le 6 mars 2018, à la reconnaissance de ses vertus héroïques, lui attribuant ainsi le titre de vénérable.

#### Reconnaissance d'un miracle
En 2012 avait également débutée l'enquête médicale sur une guérison dite miraculeuse, attribuée à l'intercession de Sandra Sabattini, advenue en 2007. Il s'agit du cas d'un père de famille, atteint d'un cancer aux intestins très avancé. Don Oreste Benzi et tous les membres de la Communauté Jean XXIII prièrent Sandra Sabattini d'obtenir sa guérison. Quelques jours plus tard, de manière totale et soudaine, il n'y eut plus aucune trace du cancer chez le père de famille. 
À la suite des rapports médicaux concluant à l'absence d'explication scientifique, le pape François reconnaît, le 2 octobre 2019, comme authentique cette guérison attribuée à Sandra Sabattini, et signe le décret de sa béatification. 
Prévue initialement le 14 juin 2020 à Rimini, sa béatification a été reportée à cause de l'épidémie de coronavirus. Elle aura probablement lieu le 24 octobre 2021

### Culte
Le 22 avril 2009, 25 ans après sa mort, on procède à son exhumation, afin de transporter ses restes dans un tombeau réalisé pour elle dans l'église San Girolamo de Rimini. Toutefois, aucun reste n'est retrouvé. Le monument de l'église San Girolamo est donc vide.